# Gescom
Gescom is een Engels muziekproject in de experimentele elektronische dansmuziek, waarvan de debuut-ep uitkwam in 1994.
Gescom is een groep in wisselende samenstelling. De uitvoerende artiesten worden doorgaans niet vermeld op de hoes en blijven deels anoniem maar zeker is dat Rob Brown en Sean Booth van Autechre betrokken zijn bij de groep. Onder de naam Gescom werden ook remixen uitgebracht, onder andere voor Autechre en Push Button Objects. Omgekeerd heeft Autechre een remix gemaakt voor Gescom. Het debuutalbum Minidisc uit 1998 werd oorspronkelijk alleen uitgegeven op minidisc maar in 2006 alsnog op cd. Het album bevat 45 nummers in 88 delen, die bedoeld waren om in willekeurige volgorde af te spelen. Het maakt in dat geval gebruik van de eigenschap van de minidisc om nummers naadloos af te spelen. Het tweede album, A1-D1, kwam uit in 2007. Daarnaast bracht de groep een aantal ep's uit. 

## Discografie
- 1994: Gescom E.P.
- 1994: Gescom 2
- 1995: The Sounds of Machines Our Parents Used
- 1995: Key Nell
- 1996: Motor
- 1996: Keynell (Autechre remixes)
- 1998: This
- 1998: That
- 1998: Minidisc (album)
- 2003: ISS:SA
- 2007: A1-D1 (uitgebracht als dubbel-12" en als mini-album op een enkele cd)
- 2011: Skull Snap